# Pinus peuce
Pinus peuce, el pino de Macedonia, es una especie arbórea de la familia de las pináceas.

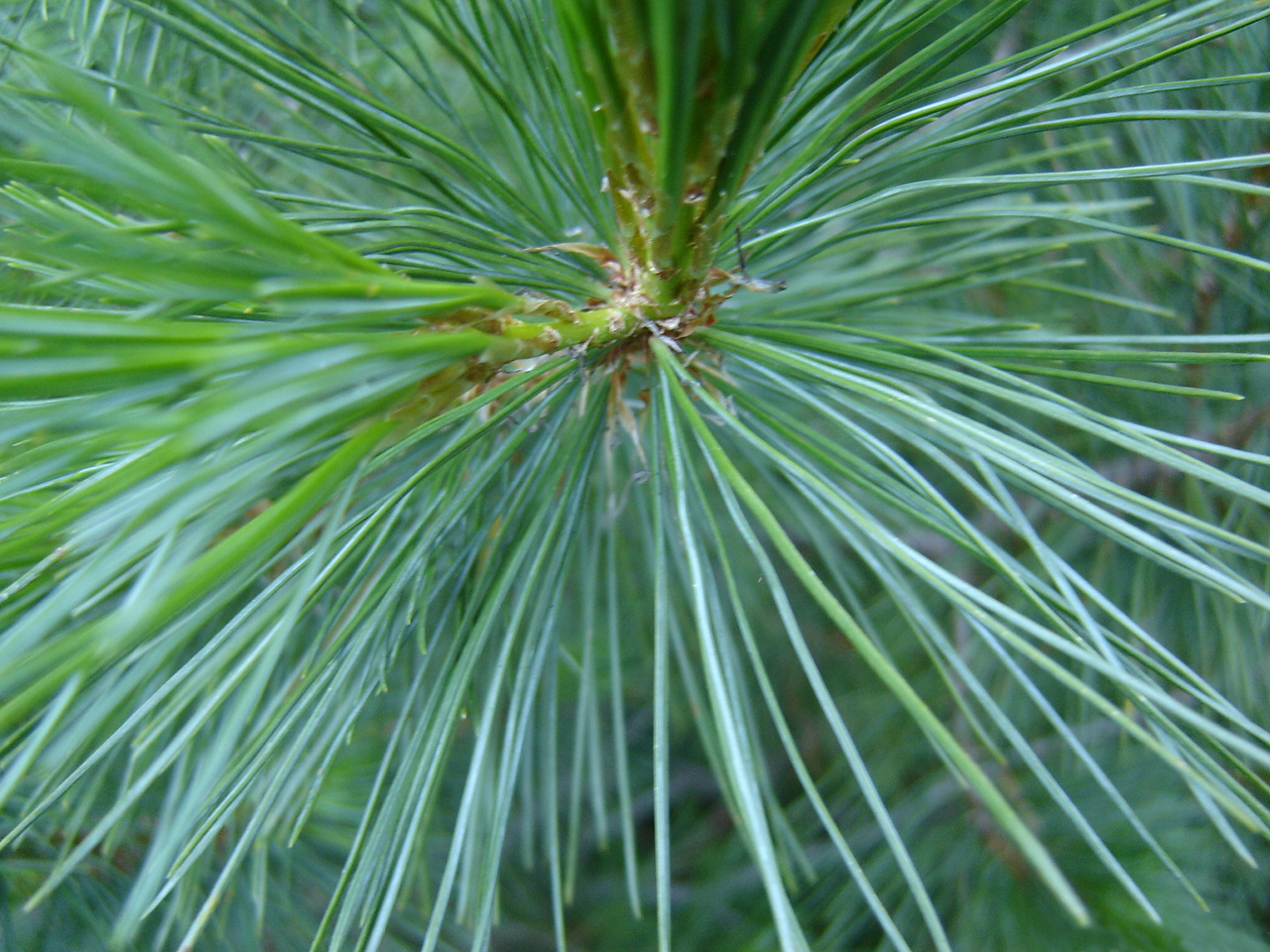
Acículas

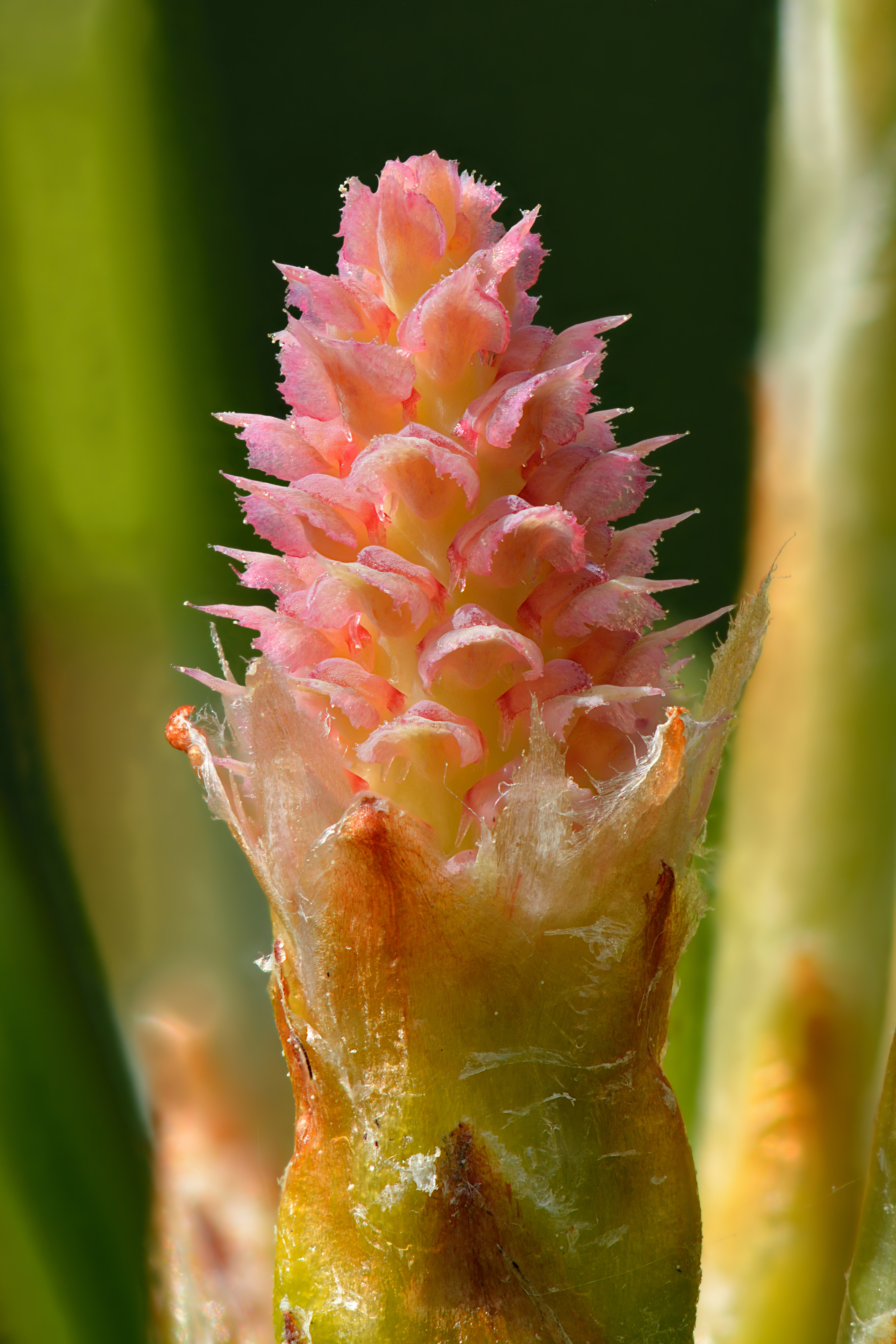
Cono femenino joven (7 mm en la imagen)

## Descripción
Su tamaño adulto se encuentra entre los 35 y 40 m de alto y puede llegar a medir 150 cm de diámetro de tronco.
Es un miembro del grupo de los pinos blancos, y como todos los miembros de este grupo, las acículas se encuentran en grupos de cinco, con una envoltura caduca. Miden entre 4,5 a 10 cm de largo por 8 mm de grosor. Cada grupo se renueva cada 2 a 5 años. Las piñas son pendulares, con una longitud de 5 a 18 cm (siempre menos de 20 cm), de color marrón anaranjado al madurar. Las semillas de unos 7-8 mm de largo tienen un ala de 2 cm que se dispersan con el viento en cuanto el cono madura. El cascanueces común también suele contribuir a la dispersión.

## Distribución y hábitat
Habita de forma natural en el sudeste de Europa (Albania, Montenegro, Serbia, Macedonia del Norte, Bulgaria y en el extremo norte de Grecia), en zonas de montaña en las que alcanza el límite de la vegetación arbórea, entre los 600 y 2200 m s. n. m. Por lo general alcanza la línea de árboles alpina en esta área.

## Plagas
Al igual que otros pinos blancos de Europa y de Asia, el pino de Macedonia es resistente al Cronartium ribicola. Esta enfermedad fúngica fue accidentalmente introducida desde Europa hacia Norteamérica, donde causó gran mortalidad en las especias nativas de pino blanco en muchas áreas.
El pino de Macedonia tiene gran valor para la investigación en hibridación y modificación genética para desarrollar resistencia al moho en estas especies. Se usa ocasionalmente como árbol ornamental en parques y grandes jardines, dando confiabilidad constante en gran variedad de lugares a pesar de no tener un crecimiento rápido. Tolera muy bien el invierno severo, hasta por lo menos -45 °C y también la exposición al viento.

## Taxonomía
Pinus peuce fue descrita por August Heinrich Rudolf Grisebach  y publicada en Spicilegium florae rumelicae et bithynicae... 2: 349. 1846.
Etimología
Pinus: nombre genérico dado en latín al pino.
peuce: epíteto griego de peuke que significa "abeto".
Sinonimia
- Pinus cembra var. fruticosa Griseb.
- Pinus excelsa var. peuce (Griseb.) Beissn.
- Strobus peuce (Griseb.) Moldenke[8][9][10]